# 148. østlige længdekreds
Den 148. østlige længdekreds (eller 148 grader østlig længde) er en længdekreds, der ligger 148 grader øst for nulmeridianen. Den løber gennem Ishavet, Asien, Stillehavet, Australasien, det Sydlige Ishav og Antarktis.